# مايك كيلكيني
مايك كيلكيني هو لاعب كرة قاعدة كندي، ولد في 11 أبريل 1945 في Bradford, Ontario ‏ في كندا، وتوفي في 28 يونيو 2018 في لندن في كندا.

## وصلات خارجية
- مايك كيلكيني على موقعبيزبول رفرنس.كوم (الدوري الرئيسي) (الإنجليزية)
- مايك كيلكيني على موقعبيزبول رفرنس.كوم (الدوري الثانوي) (الإنجليزية)
- مايك كيلكيني على موقع جمعية أبحاث البيسبول الأمريكية (الإنجليزية)